# Jokerman
«Jokerman» es una canción del músico estadounidense Bob Dylan publicada en el álbum de estudio Infidels (1983).
Dylan grabó la canción durante las sesiones de grabación del álbum Infidels en los estudios Power Station de Nueva York entre abril y mayo de 1983, acompañadode Mark Knopfler a la guitarra, Alan Clark al teclado, y Sly Dunbar y Robbie Shakespeare, miembros del grupo jamaicano Sly and Robbie, a la batería y al bajo. 
Tras «Sweetheart Like You», Columbia publicó la canción como segundo sencillo promocional del álbum a mediados de 1984. En marzo, Dylan grabó un videoclip para acompañar al sencillo con Larry «Ratso» Sloman en la producción y con George Lois en la dirección. Para el video, Louis tuvo la idea de mezclar primeros planos de Dylan con imágenes de la historia del arte, entre ellas El jardín de las delicias de El Bosco, la Lamentación sobre Cristo muerto de Andrea Mantegna y El tres de mayo de 1808 en Madrid de Francisco de Goya, entre otros.
La cara B del sencillo es una versión de la canción «Isis» en directo durante la gira interpretada durante la gira Rolling Thunder Revue el 4 de diciembre de 1975 en Montreal, Canadá y publicada en el documental Renaldo and Clara. La canción fue publicada años después en el recopilatorio Biograph y en The Bootleg Series Vol. 5: Bob Dylan Live 1975, The Rolling Thunder Revue.
A diferencia de «Sweetheart Like You», que alcanzó el puesto 55 en la lista estadounidense Billboard Hot 100, «Jokerman» no entró en ninguna lista de éxitos.

## Personal
- Bob Dylan: voz, guitarra y armónica
- Sly Dunbar: batería y percusión
- Robbie Shakespeare: bajo
- Mick Taylor: guitarra
- Mark Knopfler: guitarra
- Alan Clark: teclados